# هولست
هولست Hulst  هي مدينة وبلدية بمقاطعة زيلند جنوب هولندا.

## طوبوغرافيا
خريطة طوبوغرافية هولندية لبلدية هولست، يونيو 2015، (تقرأ بعد ثلاث نقرات على الخريطة).

## توأمة
لهولست اتفاقيات توأمة مع:
- ميشلشتات

## وصلات خارجية
- الموقع الرسمي (بالهولندية)